# S1PR1
S1PR1 (sfingozin-1-fosfatni receptor 1, S1P1, EDG1, endotelni diferencijacioni gen 1) je protein koji je kod ljudi kodiran S1PR1 genom. S1P1 je G protein spregnuti receptor za koji se vezuje lipidni signalni molekul sfingozin-1-fosfat (S1P).

## Funkcija
Ovaj protein je visoko izražen u endotelnim ćelijama. On vezuje sfingozin-1-fosfat sa visokim afinitetom i specifičnošću, i smatra se da učestvuje u procesima koji regulišu diferencijaciju endotelnih ćelija. Aktivacija ovog receptora indukuje međućelijsku adheziju.

## Interakcije
formira interakcije sa 5-HT1A receptorom,  i GNAI3.

## Literatura
- Spiegel S (2000). „Sphingosine 1-phosphate: a ligand for the EDG-1 family of G-protein-coupled receptors.”. Ann. N. Y. Acad. Sci. 905: 54—60. PMID 10818441. doi:10.1111/j.1749-6632.2000.tb06537.x.
- Igarashi Y (2002). „[Current studies on a novel lipid mediator, sphingosine 1-phosphate, and its receptors]”. Tanpakushitsu Kakusan Koso. 47 (4 Suppl): 476—9. PMID 11915345.
- Takuwa Y (2002). „[Regulation of Rho family G proteins and cell motility by the Edg family of sphingosin 1-phosphate receptors]”. Tanpakushitsu Kakusan Koso. 47 (4 Suppl): 496—502. PMID 11915348.
- Takuwa Y, Takuwa N, Sugimoto N (2003). „The Edg family G protein-coupled receptors for lysophospholipids: their signaling properties and biological activities.”. J. Biochem. 131 (6): 767—71. PMID 12038970.
- Wang D; Zhao Z; Caperell-Grant A;  . (2008). „S1P differentially regulates migration of human ovarian cancer and human ovarian surface epithelial cells.”. Mol Cancer Ther. 7 (7): 1993—2002. PMID 18645009.
- Hla T, Maciag T (1990). „An abundant transcript induced in differentiating human endothelial cells encodes a polypeptide with structural similarities to G-protein-coupled receptors.”. J. Biol. Chem. 265 (16): 9308—13. PMID 2160972.
- Lee MJ, Evans M, Hla T (1996). „The inducible G protein-coupled receptor edg-1 signals via the G(i)/mitogen-activated protein kinase pathway.”. J. Biol. Chem. 271 (19): 11272—9. PMID 8626678. doi:10.1074/jbc.271.19.11272.
- Bonaldo MF, Lennon G, Soares MB (1997). „Normalization and subtraction: two approaches to facilitate gene discovery.”. Genome Res. 6 (9): 791—806. PMID 8889548. doi:10.1101/gr.6.9.791.
- An S; Bleu T; Huang W;  . (1998). „Identification of cDNAs encoding two G protein-coupled receptors for lysosphingolipids.”. FEBS Lett. 417 (3): 279—82. PMID 9409733. doi:10.1016/S0014-5793(97)01301-X.
- Lee MJ; Van Brocklyn JR; Thangada S;  . (1998). „Sphingosine-1-phosphate as a ligand for the G protein-coupled receptor EDG-1.”. Science. 279 (5356): 1552—5. PMID 9488656. doi:10.1126/science.279.5356.1552.
- Lee MJ; Thangada S; Liu CH;  . (1998). „Lysophosphatidic acid stimulates the G-protein-coupled receptor EDG-1 as a low affinity agonist.”. J. Biol. Chem. 273 (34): 22105—12. PMID 9705355. doi:10.1074/jbc.273.34.22105.
- Ancellin N, Hla T (1999). „Differential pharmacological properties and signal transduction of the sphingosine 1-phosphate receptors EDG-1, EDG-3, and EDG-5.”. J. Biol. Chem. 274 (27): 18997—9002. PMID 10383399. doi:10.1074/jbc.274.27.18997.
- Windh RT; Lee MJ; Hla T;  . (1999). „Differential coupling of the sphingosine 1-phosphate receptors Edg-1, Edg-3, and H218/Edg-5 to the G(i), G(q), and G(12) families of heterotrimeric G proteins.”. J. Biol. Chem. 274 (39): 27351—8. PMID 10488065. doi:10.1074/jbc.274.39.27351.
- Lee MJ; Thangada S; Claffey KP;  . (1999). „Vascular endothelial cell adherens junction assembly and morphogenesis induced by sphingosine-1-phosphate.”. Cell. 99 (3): 301—12. PMID 10555146. doi:10.1016/S0092-8674(00)81661-X.
- Igarashi J, Michel T (2000). „Agonist-modulated targeting of the EDG-1 receptor to plasmalemmal caveolae. eNOS activation by sphingosine 1-phosphate and the role of caveolin-1 in sphingolipid signal transduction.”. J. Biol. Chem. 275 (41): 32363—70. PMID 10921915. doi:10.1074/jbc.M003075200.
- Parrill AL; Wang D; Bautista DL;  . (2001). „Identification of Edg1 receptor residues that recognize sphingosine 1-phosphate.”. J. Biol. Chem. 275 (50): 39379—84. PMID 10982820. doi:10.1074/jbc.M007680200.
- Liu Y; Wada R; Yamashita T;  . (2000). „Edg-1, the G protein-coupled receptor for sphingosine-1-phosphate, is essential for vascular maturation.”. J. Clin. Invest. 106 (8): 951—61. PMC 314347 . PMID 11032855. doi:10.1172/JCI10905.
- Murphy WJ; Eizirik E; Johnson WE;  . (2001). „Molecular phylogenetics and the origins of placental mammals.”. Nature. 409 (6820): 614—8. PMID 11214319. doi:10.1038/35054550.
- Hobson JP; Rosenfeldt HM; Barak LS;  . (2001). „Role of the sphingosine-1-phosphate receptor EDG-1 in PDGF-induced cell motility.”. Science. 291 (5509): 1800—3. PMID 11230698. doi:10.1126/science.1057559.
- Lee MJ; Thangada S; Paik JH;  . (2001). „Akt-mediated phosphorylation of the G protein-coupled receptor EDG-1 is required for endothelial cell chemotaxis.”. Mol. Cell. 8 (3): 693—704. PMID 11583630. doi:10.1016/S1097-2765(01)00324-0.

## Spoljašnje veze
- „Lysophospholipid Receptors: S1P1”. IUPHAR Database of Receptors and Ion Channels. International Union of Basic and Clinical Pharmacology. Архивирано из оригинала 07. 01. 2015. г.
- Lysophospholipid+receptors на 